# Sugar-Creek-Raffinerie
Die Sugar-Creek-Raffinerie war eine Erdölraffinerie vom Amoco in Sugar Creek, Jackson County. Sie war die einzige Raffinerie des US-Bundesstaats Missouri.

## Geographie

### Lage
Das Raffineriegelände befindet sich im nördlichen Teil von Sugar Creek am Ufer des Missouri River, von dem es noch durch die Bahnstrecken der Atchison, Topeka and Santa Fe Railway und der Missouri Pacific Railroad getrennt ist.

## Geschichte
Die Raffinerie wurde 1904 von der Standard Oil Company in Betrieb genommen. Schon zur Gründungszeit der Raffinerie erhielt sie durch die Maywood and Sugar Creek Railway, welche am 22. März 1904 als Anschlussbahn der Raffinerie konzessioniert wurde, einen Bahnanschluss. Den Betrieb der als Nebenbahn klassifizierten Bahnstrecke übernahm die Kansas City Southern Railway. Mit der Entflechtung der Standard Oil Company wurde die Raffinerie Teil der Standard Oil of Nebraska, welche unter Amoco firmierte.
Am 4. März 1960 endete ein 241-tägiger Streik von Raffineriemitarbeitern der Sugar Creek-Raffinerie, welcher sich wegen eines Personalabbaus entwickelte.
Am 3. März 1982 gab Amoco nach 77 Betriebsjahren die Schließung der Raffinerie zum 1. Juni desselben Jahres bekannt. Grund war unter anderem, dass die Amoco ihre gesamte Raffineriekapazität nur zu 69,5 % auslasten konnte. 1978 lag dieser Wert noch bei über 90 %. So lief die Raffinerie im Betriebsjahr 1981 mit einem Tagesdurchschnitt von 65.500 bpd, anstelle der möglichen 104.000 bpd, was eine Auslastung von nur 53 % darstellt. Die Schließung der Raffinerie war die dritte von Amoco innerhalb eines Jahres, bereits im Sommer des Vorjahrs wurde die Wood River-Raffinerie geschlossen. Eine weitere Raffinerie in Baltimore schloss Amoco im Frühjahr 1982.
Nach der Schließung der Raffinerie blieben Teile des Tanklagers und Verladeeinrichtungen erhalten und werden noch immer als Tankterminal betrieben. Mit der Übernahme der Amoco durch die BP 1998 wurde das Gelände der ehemaligen Raffinerie auch von dieser übernommen.

## Prozessanlagen und Produkte
Die Versorgung der Raffinerie mit Rohöl erfolgte über eine unterirdische Pipeline. Die Produkte wurden per Bahn oder auch mit Tanklastzügen auf der Straße abgefahren.
| Prozessanlage               | Barrel pro Tag |
| --------------------------- | -------------- |
| Atmosphärische Destillation | 109.000        |
| Vakuumdestillation          | 40.000         |
| Kat.-Cracker                | 42.000         |
| Therm.-Cracker              | 13.000         |
| Reformer                    | 16.000         |
| Entschwefelung              | 61.500         |
| Alkylierung                 | 5.000          |
| Asphalterzeugung            | 65.000         |
| Petrolkoksanfall            | 800 t/d        |

### Produkte
Die Raffinerie produzierte in ihrer Betriebszeit neben Benzin und Dieselkraftstoff auch Kerosin, Flüssiggas, schweres Heizöl, Bitumen und Petrolkoks.